# Navigo
Navigo（ナヴィゴ）は、イル＝ド＝フランス地域圏における交通機関の非接触型ICカード定期乗車券である。
駅の窓口などで発売されており、発券には5ユーロと顔写真、そして名前の記入が必要である。盗難等により紛失した場合は、再発行手数料8ユーロが必要。

## 歴史
2001年、年間定期券 （Intégraleまたは、Annual）の発行を皮切りに、2003年に学生用のImagine Rが発行され、2005年からは週間・月間定期券カルトランジュから順次置き換わった。2014年に、デザイナーのフィリップ・スタルクによる「白と薄紫」のデザインに変更された。2015年9月1日に、それまでの料金体系が一新され、月間定期券は全ゾーン一律70ユーロとなった。その後、2016年8月に73ユーロに値上げされた。